# Antti Loikkanen
Antti Olavi Loikkanen (ur. 15 kwietnia 1955 w Enonkoski) – fiński lekkoatleta, średnio- i długodystansowiec, halowy mistrz Europy, trzykrotny olimpijczyk.
Odpadł w eliminacjach biegu na 1500 metrów na igrzyskach olimpijskich w 1976 w Montrealu.
Zwyciężył w biegu na 1500 metrów na halowych mistrzostwach Europy w 1978 w Mediolanie, wyprzedzając Thomasa Wessinghage z Republiki Federalnej Niemiec i  Jürgena Strauba z Niemieckiej Republiki Demokratycznej. Na mistrzostwach Europy w 1978 w Pradze zajął w tej konkurencji 5. miejsce, a na halowych mistrzostwach Europy w 1979 w Wiedniu 4. miejsce. Odpadł w półfinale biegu na 1500 metrów na igrzyskach olimpijskich w 1980 w Moskwie.
Zdobył brązowy medal w biegu na 1500 metrów na halowych mistrzostwach Europy w 1982 w Mediolanie (wyprzedzili go tylko Hiszpanie José Luis González i José Manuel Abascal). Powtórzył ten sukces na halowych mistrzostwach Europy w 1983 w Budapeszcie, tym, razem przegrywając z Thomasem Wessinghage i José Manuelem Abascalem. Odpadł w eliminacjach tej konkurencji  na mistrzostwach świata w 1983 w Helsinkach. Zajął 4. miejsce na tym dystansie na halowych mistrzostwach Europy w 1984 w Göteborgu. Na igrzyskach olimpijskich w 1984 w Los Angeles nie ukończył biegu eliminacyjnego na 1500 metrów i odpadł w półfinale biegu na 5000 metrów. Zajął 6. miejsce w finale biegu na 1500 metrów na halowych mistrzostwach Europy w 1985 w Pireusie.
Loikkanen był mistrzem Finlandii w biegu na 800 metrów w 1979 oraz w biegu na 1500 metrów w 1980, a także halowym mistrzem swego kraju w biegu na 800 metrów w 1981 oraz w biegu na 1500 metrów w  1978 i 1985
16 czerwca 1980 w Imatrze wyrównał rekord Finlandii należący do Pekki Vasali czasem 3:36,3.
Rekordy życiowe Loikkanena:
- bieg na 800 metrów – 1:47,1 (12 czerwca 1979, Imatra)
- bieg na 1000 metrów – 2:18,5 (1 sierpnia 1978, Jyväskylä)
- bieg na 1500 metrów – 3:36,3 (16 czerwca 1980, Imatra)
- bieg na milę – 3:56,18 (3 lipca 1978, Sztokholm)
- bieg na 3000 metrów – 7:46,67 (21 czerwca 1982, Tampere)
- bieg na 5000 metrów – 13:27,76 (28 czerwca 1984, Oslo)